# Gran Premio di Monaco di Formula 3 1984
Il Gran Premio di Monaco di Formula 3 1984 (XXVI Grand Prix de Monaco F3 1984)  fu una gara automobilistica riservata a vetture di Formula 3 che si tenne sul Circuito di Montecarlo il 2 giugno 1984, a supporto del Gran Premio di Formula 1, sesta prova del campionato mondiale del 1984.
La vittoria andò al pilota italiano Ivan Capelli, della Enzo Coloni Racing Car System, al volante di una Martini Mk42-Alfa Romeo.
La gara venne disputata su 24 giri, pari da 79,488 km.

## Piloti e team
| Team                                   | Telaio                              | Nr | Pilota                |
| -------------------------------------- | ----------------------------------- | -- | --------------------- |
| Volkswagen Motorsport                  | Ralt RT3/84-Volkswagen Brabham Judd | 1  | John Nielsen          |
| Volkswagen Motorsport                  | Ralt RT3/84-Volkswagen Brabham Judd | 10 | Adrián Campos         |
| Enzo Coloni Racing Car System          | Martini Mk42-Alfa Romeo             | 2  | Bernard Santal        |
| Enzo Coloni Racing Car System          | Martini Mk42-Alfa Romeo             | 5  | Ivan Capelli          |
| Enzo Coloni Racing Car System          | Ralt RT3/84-Alfa Romeo              | 14 | Alessandro Santin     |
| Trivellato Racing                      | Ralt RT3/84-Alfa Romeo              | 3  | Gerhard Berger        |
| Trivellato Racing                      | Ralt RT3/84-Alfa Romeo              | 26 | Roberto Ravaglia      |
| Team BP                                | Ralt RT3/83-Volkswagen Brabham Judd | 4  | Johnny Dumfries       |
| Eddie Jordan Racing                    | Ralt RT3/84-Toyota                  | 6  | Allen Berg            |
| Eddie Jordan Racing                    | Ralt RT3/84-Toyota                  | 17 | Davy Jones            |
| Eddie Jordan Racing                    | Ralt RT3/84-Toyota                  | 18 | James Weaver          |
| Eddie Jordan Racing                    | Ralt RT3/84-Toyota                  | 24 | David Hunt            |
| MC Motorsport                          | Ralt RT3/84-Alfa Romeo              | 7  | Ruggero Melgrati      |
| MC Motorsport                          | Ralt RT3/84-Alfa Romeo              | 12 | Cathy Muller          |
| MC Motorsport                          | Ralt RT3/84-Alfa Romeo              | 19 | Kris Nissen           |
| Elf France - Martini Racing ORECA      | Martini Mk42-Alfa Romeo             | 8  | Paul Belmondo         |
| Elf France - Martini Racing ORECA      | Martini Mk42-Alfa Romeo             | 30 | Olivier Grouillard    |
| Barron Film Racing                     | Ralt RT3/84-Toyota                  | 9  | Claudio Langes        |
| Barron Film Racing                     | Ralt RT3/84-Toyota                  | 29 | Christian Estrosi     |
| Euroteam                               | Ralt RT3/84-Toyota                  | 11 | Alex Caffi            |
| Anson Racing International             | Anson SA4B/84-Alfa Romeo            | 15 | Tommy Byrne           |
| Venturini Racing                       | Dallara F384-Alfa Romeo             | 16 | Franco Forini         |
| Venturini Racing                       | Dallara F383-Alfa Romeo             | 21 | Fabrizio Barbazza     |
| Martini Racing ORECA / Société Castrol | Martini Mk39-Alfa Romeo             | 20 | Pierre-Henri Raphanel |
| Jean-Louis Tournadre                   | Martini Mk42-Alfa Romeo             | 22 | Jean-Louis Tournadre  |
| Grifo Racing Team                      | Ralt RT3/84-Alfa Romeo              | 23 | Paolo Giangrossi      |
| Formel Rennsport Club                  | Ralt RT3/83-Toyota                  | 25 | Jo Zeller             |
| Écurie ELF                             | Martini Mk42-Alfa Romeo             | 27 | Denis Morin           |
| DC Campsa Team                         | Ralt RT3/84-Alfa Romeo              | 28 | Luis Pérez-Sala       |
| Alan Docking Racing                    | Ralt RT3/84-Toyota                  | 31 | Eric Lang             |
|                                        |                                     |    | Paolo Barilla         |

## Qualifiche
Alle qualifiche presero parte 31 piloti, ma solo 24 si qualificarono alla gara.

### Risultati
I risultati delle qualifiche furono i seguenti:
| Pos | Nr | Pilota                | Vettura                      | Tempo    |
| --- | -- | --------------------- | ---------------------------- | -------- |
| 1   | 9  | Claudio Langes        | Ralt-Toyota                  | 1'32"960 |
| 2   | 1  | John Nielsen          | Ralt-Volkswagen Brabham Judd | 1'33"038 |
| 3   | 17 | Davy Jones            | Ralt-Toyota                  | 1'33"133 |
| 4   | 5  | Ivan Capelli          | Martini-Alfa Romeo           | 1'33"323 |
| 5   | 26 | Roberto Ravaglia      | Ralt-Alfa Romeo              | 1'33"766 |
| 6   | 14 | Alessandro Santin     | Ralt-Alfa Romeo              | 1'33"944 |
| 7   | 23 | Paolo Giangrossi      | Ralt-Alfa Romeo              | 1'34"148 |
| 8   | 2  | Bernard Santal        | Martini-Alfa Romeo           | 1'34"278 |
| 9   | 18 | James Weaver          | Ralt-Toyota                  | 1'34"351 |
| 10  | 3  | Gerhard Berger        | Ralt-Alfa Romeo              | 1'34"555 |
| 11  | 6  | Allen Berg            | Ralt-Toyota                  | 1'34"989 |
| 12  | 16 | Franco Forini         | Dallara-Alfa Romeo           | 1'34"991 |
| 13  | 7  | Ruggero Melgrati      | Ralt-Alfa Romeo              | 1'35"115 |
| 14  | 27 | Denis Morin           | Martini-Alfa Romeo           | 1'35"122 |
| 15  | 4  | Johnny Dumfries       | Ralt-Volkswagen Brabham Judd | 1'35"135 |
| 16  | 15 | Tommy Byrne           | Anson-Alfa Romeo             | 1'35"171 |
| 17  | 20 | Pierre-Henri Raphanel | Martini-Alfa Romeo           | 1'35"268 |
| 18  | 12 | Cathy Muller          | Ralt-Alfa Romeo              | 1'35"315 |
| 19  | 24 | David Hunt            | Ralt-Toyota                  | 1'35"268 |
| 20  | 28 | Luis Pérez-Sala       | Ralt-Alfa Romeo              | 1'35"897 |
| 21  | 21 | Fabrizio Barbazza     | Dallara-Alfa Romeo           | 1'35"900 |
| 22  | 10 | Adrián Campos         | Ralt-Volkswagen Brabham Judd | 1'36"129 |
| 23  | 19 | Kris Nissen           | Ralt-Alfa Romeo              |          |
| 24  |    | Paolo Barilla         |                              |          |
| NQ  | 30 | Olivier Grouillard    | Martini-Alfa Romeo           | 1'36"405 |
| NQ  | 25 | Jo Zeller             | Ralt-Toyota                  | 1'36"520 |
| NQ  | 8  | Paul Belmondo         | Martini-Alfa Romeo           | 1'36"667 |
| NQ  | 11 | Alex Caffi            | Ralt-Alfa Romeo              | 1'38"012 |
| NQ  | 31 | Eric Lang             | Ralt-Toyota                  | 1'38"700 |
| NQ  | 29 | Christian Estrosi     | Ralt-Toyota                  | 1'39"098 |
| NQ  | 22 | Jean-Louis Tournadre  | Martini-Alfa Romeo           | 1'39"373 |

## Gara

### Risultati
I risultati della gara furono i seguenti:
| Pos                                   | Nr | Pilota                | Vettura                      | Giri | Tempo/Ritiro | Griglia |
| ------------------------------------- | -- | --------------------- | ---------------------------- | ---- | ------------ | ------- |
| 1                                     | 5  | Ivan Capelli          | Martini-Alfa Romeo           | 24   | 38'18"767    | 4       |
| 2                                     | 3  | Gerhard Berger        | Ralt-Alfa Romeo              | 24   | + 14"049     | 10      |
| 3                                     | 18 | James Weaver          | Ralt-Toyota                  | 24   | + 17"214     | 9       |
| 4                                     | 15 | Tommy Byrne           | Anson-Alfa Romeo             | 24   | + 25"462     | 16      |
| 5                                     | 6  | Allen Berg            | Ralt-Toyota                  | 24   | +26"233      | 11      |
| 6                                     | 16 | Franco Forini         | Dallara-Alfa Romeo           | 24   | +39"833      | 12      |
| 7                                     | 7  | Ruggero Melgrati      | Ralt-Alfa Romeo              | 24   | +48"597      | 13      |
| 8                                     | 12 | Cathy Muller          | Ralt-Alfa Romeo              | 24   | +51"266      | 18      |
| 9                                     | 27 | Denis Morin           | Martini-Alfa Romeo           | 24   | +53"453      | 14      |
| 10                                    | 21 | Fabrizio Barbazza     | Dallara-Alfa Romeo           | 24   | +1'08"388    | 21      |
| 11                                    | 24 | David Hunt            | Ralt-Toyota                  | 24   | +1'08"741    | 19      |
| 12                                    | 10 | Adrián Campos         | Ralt-Volkswagen Brabham Judd | 24   | +1'26"420    | 22      |
| 13                                    | 14 | Alessandro Santin     | Ralt-Alfa Romeo              | 23   | +1 giro      | 6       |
| 14                                    | 20 | Pierre-Henri Raphanel | Martini-Alfa Romeo           | 22   | +2 giri      | 17      |
| Rit                                   | 9  | Claudio Langes        | Ralt-Toyota                  | 12   | Incidente    | 1       |
| Rit                                   | 4  | Johnny Dumfries       | Ralt-Volkswagen Brabham Judd | 8    | Incidente    | 15      |
| Rit                                   | 28 | Luis Pérez-Sala       | Ralt-Alfa Romeo              | 7    | Cambio       | 20      |
| Rit                                   | 1  | John Nielsen          | Ralt-Volkswagen Brabham Judd | 4    | Incidente    | 2       |
| Rit                                   | 17 | Davy Jones            | Ralt-Toyota                  | 2    | Incidente    | 3       |
| Rit                                   | 2  | Bernard Santal        | Martini-Alfa Romeo           | 1    | Incidente    | 8       |
| Rit                                   | 26 | Roberto Ravaglia      | Ralt-Alfa Romeo              | 0    | Incidente    |         |
| Rit                                   | 23 | Paolo Giangrossi      | Ralt-Alfa Romeo              | 0    | Incidente    |         |
| NP                                    | 19 | Kris Nissen           | Ralt-Alfa Romeo              |      |              |         |
| NP                                    |    | Paolo Barilla         |                              |      |              |         |
| NQ                                    | 30 | Olivier Grouillard    | Martini-Alfa Romeo           |      |              |         |
| NQ                                    | 25 | Jo Zeller             | Ralt-Toyota                  |      |              |         |
| NQ                                    | 8  | Paul Belmondo         | Martini-Alfa Romeo           |      |              |         |
| NQ                                    | 11 | Alex Caffi            | Ralt-Alfa Romeo              |      |              |         |
| NQ                                    | 31 | Eric Lang             | Ralt-Toyota                  |      |              |         |
| NQ                                    | 29 | Christian Estrosi     | Ralt-Toyota                  |      |              |         |
| NQ                                    | 22 | Jean-Louis Tournadre  | Martini-Alfa Romeo           |      |              |         |
| Giro veloce: Claudio Langes, 1'32"960 |    |                       |                              |      |              |         |